# Battaglia di Swift Creek
La battaglia di Swift Creek è stata un episodio della guerra di secessione americana durante la quale l'esercito nordista, pur riuscendo a danneggiare la linea ferroviaria locale, non riuscì a proseguire la propria avanzata.
Butler
Il 9 maggio il maggiore generale Benjamin Butler tentò una sortita verso Petersburg alla guida di circa 14 000 uomini ma venne fermato dal comandante sudista P. G. T. Beauregard.
Le truppe nordiste si accontentarono di infliggere danni alla ferrovia e l'avanzata unionista, appoggiata dal bombardamento di Fort Clifton da parte di 5 cannoniere a vapore, fu presto interrotta.